# Ophiactis brachyura
Ophiactis brachyura is een slangster uit de familie Ophiactidae.
De wetenschappelijke naam van de soort werd in 1898 gepubliceerd door Ludwig Döderlein.